# Susanna Sáez
Susanna Sáez Catllà (Navàs, Bages, 1970) és una fotògrafa catalana. Es va iniciar com a fotoperiodista en premsa comarcal el 1993, i ha treballat a El País durant 16 anys (1995-2011). Actualment col·labora com a freelance a l'Agència Efe i és fotògraf per encàrrec en agències de comunicació, relacions públiques i social media, així com en fundacions, empreses del sector privat i editorials. Ha participat en exposicions al CCCB (Centre de Cultura Contemporània de Barcelona), la Casa Golferichs i l'Arts Santa Mònica, entre altres espais.